# Phoebe goiana
Phoebe goiana är en skalbaggsart som beskrevs av Lane 1966. Phoebe goiana ingår i släktet Phoebe och familjen långhorningar. Inga underarter finns listade i Catalogue of Life.